# از زمین به اکو
از زمین به اکو (به انگلیسی: Earth to Echo) یک فیلم علمی تخیلی آمریکایی محصول سال ۲۰۱۴ به کارگردانی دیو گرین و تهیه‌کنندگی رایان کاوانا و اندرو پانی است. چهار دوست که یک بیگانه رباتیک و تله حرکتی را در بیابان پیدا می‌کنند و به زودی توسط نیروهای خطرناکی که به دنبال آن هستند شکار می‌شوند. تا بیگانه‌ای را که بچه‌ها اسمش را «اکو» می‌گذارند برای خودشان بگیرند. این فیلم به سبک فیلم یافت شده از منظرهای مختلف، از جمله از طریق دوربین دستی، دوربین گوشی‌های هوشمند، و چشمان ربات گرفته شده‌است.
این فیلم در ابتدا توسط شرکت والت دیزنی، تحت رهبری ریچ راس، توسعه و تولید شد، اما دیزنی، که از پروژه راضی نبود، به توصیه تهیه‌کننده اندرو پانی، در سال ۲۰۱۳ حقوق توزیع را به رلتیویتی مدیا فروخت. رلتیویتی مدیا این فیلم را در ۲ ژوئیه ۲۰۱۴ در ایالات متحده اکران کرد. این فیلم نقدهای متفاوتی از منتقدان دریافت کرد و ۴۵٫۳ میلیون دلار در سراسر جهان فروخت.

## خلاصه داستان
آخرین شبی است که سه دوست دوران کودکی “اَلکس، تاک و مانچ” دور هم هستند. فردای آن روز، همگی باید از محلۀشان اسباب‌کشی می‌کردند تا راه برای ساختن بزرگراه باز شود. در تلفن‌های همراه آنان اتفاقات عجیبی می‌افتد و آنها مصمم می‌شوند که از این قضیه سر در بیاورند. همین امر باعث می‌شود که شبانه روانۀ صحرا شوند. آنها یک موجود بیگانۀ رباتیک کوچک پیدا می‌کنند که در اثر یک برخورد آسیب دیده است و …  

## بازخوردها
در وب‌سایت جمع‌آوری نقد راتن تومیتوز ۵۰ درصد از ۱۲۸ نقد منتقد، با میانگین امتیاز ۵٫۳ از ۱۰ مثبت است. در متاکریتیک، که از میانگین وزنی استفاده می‌کند، بر اساس ۳۱ منتقد، امتیاز ۵۳ از ۱۰۰ را به فیلم اختصاص داد که نشان‌دهنده «بررسی‌های مختلط یا متوسط» است. تماشاگران در نظرسنجی سینماسکور به فیلم نمره متوسط "A-" در مقیاس A + تا F دادند.

## انتشار
این فیلم ابتدا برای اکران در ۱۰ ژانویه ۲۰۱۴ و ۲۵ آوریل ۲۰۱۴ برنامه ریزی شده بود. پس از تاخیر، در ۱۴ ژوئن ۲۰۱۴ در جشنواره فیلم لس آنجلس به نمایش درآمد و در ۲ ژوئیه ۲۰۱۴ در سینماهای سراسر ایالات متحده اکران شد.